# Emil Zimmermann (céiste)
Pour les articles homonymes, voir Emil Zimmermann.
Emil Zimmermann est un ancien slalomeur en canoë-kayak est-allemand, en compétition à partir du milieu des années 1950 jusqu'au début des années 1960. Il a remporté deux médailles d'argent aux Championnats du monde de slalom (canoë-kayak) 1957 à Augsbourg, en épreuves C-1 et C-1 par équipe.

## Palmarès
- Médaille d'argent aux Championnats du monde de slalom (canoë-kayak) 1957 à Augsbourg à l'épreuve C1 homme individuel[1]
- Médaille d'argent aux Championnats du monde de slalom (canoë-kayak) 1957 à Augsbourg à l'épreuve C1 homme par équipe[1]
- Médaille d'or Championnats du monde de descente (canoë-kayak) 1961 à Hainsberg (de) en C2 mixte individuel, classique (avec Rita Schneider)[1]